# Orot
Orot (hebr.: אורות) – moszaw położony w samorządzie regionu Be’er Towijja, w Dystrykcie Południowym, w Izraelu.
Leży w północno-zachodniej części pustyni Negew.

## Historia
Moszaw został założony w 1952 przez imigrantów ze Stanów Zjednoczonych.

## Gospodarka
Gospodarka moszawu opiera się na intensywnym rolnictwie i uprawach warzyw w szklarniach.